# Volleyball World Beach Pro Tour Elite16 Hamburgo
El Volleyball World Beach Pro Tour Hamburgo es un torneo oficial de vóley playa que se disputa anualmente en Hamburgo (Alemania). Es un campeonato de categoría Elite16 que forma parte del VW Beach Pro Tour. Su nombre comercial es BPT Elite16 de Hamburgo y se disputa en las instalaciones situadas en el Am Rothenbaum.

## Historia

### Inicio como prueba Satélite (2006 - 2008)
El torneo nació en la edición de 2006 como una prueba de categoría Satélite organizada por la Confederación Europea de Voleibol (CEV) y que estaba dentro del entonces World Tour de vóley playa. Una prueba que se mantuvo un año más hasta que en 2008 la ciudad fue la sede del Campeonato Europeo de Vóley Playa de 2008. Momento en el que la prueba desapareció durante un tiempo del calendario.

### Reaparición en el World Tour (2016 - 2019)
Con la remodelación del World Tour, Hamburgo reapareció a lo grande albergando una prueba de categoría Major Series en 2016. Justo antes de que volviera a desaparecer como prueba ya que sería la sede de las BPT Finals durante los años 2017 y 2018, así como del Campeonato Mundial de Vóley Playa de 2019.

### Etapa Volleyball World Beach Pro Tour (2022 - Act)
Tras varios intentos de regreso, el torneo aprovechó la última modificación anunciada por la Federación Internacional de Voleibol (FIVB) en octubre de 2021 en la que iban a introducir un nuevo circuito mundial para obtener una plaza fija y así poder darle estabilidad al campeonato. Este recibió el nombre de Volleyball World Beach Pro Tour desde el 2022 y Hamburgo iba a tener un campeonato de máximas prestaciones desde el inicio con el Elite16. A la tercera iba a venir la vencida y se iban a ganar un sitio en el vóley playa internacional.

## Resultados

### Cuadro masculino
| Año                                          | Campeón                          | Finalista                         | Resultado                 |
| -------------------------------------------- | -------------------------------- | --------------------------------- | ------------------------- |
| World Tour - Satélite                        |                                  |                                   |                           |
| 2006                                         | Julius Brink Christoph Dieckmann | David Klemperer Kjell Schneider   |                           |
| 2007                                         | Nikolas Berger Robert Nowotny    | David Klemperer Eric Koreng       |                           |
| World Tour - Major Series                    |                                  |                                   |                           |
| 2016                                         | Phil Dalhausser Nick Lucena      | Alexander Brouwer Robert Meeuwsen | 2-0 (29-27, 21-12)        |
| Se disputó como BPT Finals y Mundial de 2019 |                                  |                                   |                           |
| VW Beach Pro Tour - Elite 16                 |                                  |                                   |                           |
| 2022                                         | Michał Bryl Bartosz Łosiak       | Alexander Brouwer Robert Meeuwsen | 2-1 (21-18, 16-21, 29-27) |
| 2023                                         | David Åhman Jonatan Hellvig      | Samuele Cottafava Paolo Nicolai   | 2-1 (21-16, 22-24, 21-19) |
| 2024                                         | Anders Mol Christian Sørum       | Adrián Gavira Pablo Herrera       | 2-0 (21-15, 21-11)        |

### Cuadro femenino
| Año                                          | Campeona                       | Finalista                        | Resultado                 |
| -------------------------------------------- | ------------------------------ | -------------------------------- | ------------------------- |
| World Tour - Open                            |                                |                                  |                           |
| 2006                                         | Stephanie Pohl Okka Rau        | Lenka Hajeckova Petra Novotna    |                           |
| 2007                                         | Rebekka Kadijk Merel Mooren    | Stephanie Pohl Okka Rau          |                           |
| World Tour - Major Series                    |                                |                                  |                           |
| 2016                                         | Laura Ludwig Kira Walkenhorst  | Ágatha Bednarczuk Bárbara Seixas | 2-1 (21-19, 19-21, 15-12) |
| Se disputó como BPT Finals y Mundial de 2019 |                                |                                  |                           |
| VW Beach Pro Tour - Elite 16                 |                                |                                  |                           |
| 2022                                         | Kelly Cheng Betsi Flint        | Nina Brunner Tanja Hüberli       | 2-0 (21-19, 21-18)        |
| 2023                                         | Duda Lisboa Ana Patricia Silva | Taryn Kloth Kristen Nuss         | 2-0 (21-16, 21-17)        |
| 2024                                         | Nina Brunner Tanja Hüberli     | Svenja Müller Cinja Tillmann     | 2-1 (21-18, 18-21, 18-16) |